# Arthur Murray Favorites - Fox Trots
'Arthur Murray Favorites - Fox Trots è il primo album di Ray Anthony, pubblicato dalla Capitol Records nel 1951. Il disco fu registrato in varie date nel 1950.
Nel 1960 la Capitol Records (T 1371) ripubblicò il disco, che rispetto all'edizione originale contenente otto brani complessivi ne comprendeva due in più per ciascuna facciata, che portavano il totale a dodici tracce.

## Tracce
Lato A
1. Sometimes I'm Happy – 3:05 (Vincent Youmans, Irving Caesar) – Registrato il 3 novembre 1950 al Capitol Studios, Melrose Aveue, Hollywood, California
2. Let's Dance – 2:28 (Gregory Stone, Joseph Bonime, Fanny May Baldridge) – Registrato il 26 aprile 1950 a New York City
3. Sleepy Time Gal – 2:47 (Ange Lorenzo, Richard A. Whithing, Joseph Reed Alden, Raymond B. Egan) – Registrato il 10 novembre 1950 al Capitol Studios, Melrose Avenue, Hollywood, California
4. Wolverine Blues – 3:10 (Benjamin F. Spikes, Jelly Roll Morton, John C. Spikes) – Registrato il 3 novembre 1950 al Capitol Studios, Melrose Aveue, Hollywood, California

Durata totale: 11:30
Lato B
1. What Is This Thing Called Love? – 2:56 (Cole Porter) – Registrato il 3 novembre 1950 al Capitol Studios, Melrose Aveue, Hollywood, California
2. A String of Pearls – 2:45 (Jerry Gray, Eddie DeLange) – Registrato il 26 ottobre 1950 al Capitol Studios, Melrose Avenue, Hollywood, California
3. Lackawanna Local – 2:45 (Ray Anthony, George Williams) – Registrato il 5 maggio 1950
4. Blue Moon – 2:54 (Lorenz Hart, Richard Rodgers) – Registrato il 16 ottobre 1950 al Capitol Studios, Melrose Avenue, Hollywood, California

Durata totale: 11:20
LP dal titolo Fox Trots, pubblicato nel 1960 dalla Capitol Records (T 1371)
Lato A
1. Sometimes I'm Happy – 3:05 (Vincent Youmans, Irving Caesar) – Registrato il 3 novembre 1950 al Capitol Studios di Melrose Avenue, Hollywood, California
2. Let's Dance – 2:28 (Gregory Stone, Joseph Bonime, Fanny May Baldridge) – Registrato il 26 aprile 1950 a New York City, New York
3. Sleepy Time Gal – 2:47 (Ange Lorenzo, Richard A. Whithing, Joseph Reed Alden, Raymond B. Egan) – Registrato il 10 novembre 1950 al Capitol Studios di Melrose Avenue, Hollywood, California
4. Wolverine Blues – 3:10 (Benjamin F. Spikes, Jelly Roll Morton, John C. Spikes) – Registrato il 3 novembre 1950 al Capitol Studios di Melrose Avenue, Hollywood, California
5. Saddle Shoe Shuffle – 2:42 (Ray Anthony, George Williams) – Registrato il 19 febbraio 1951 a New York City, New York
6. Spaghetti Rag – 2:33 (George Lyons, Bob Yosco) – Registrato il 21 febbraio 1950 al Capitol Studios di Melrose Avenue, Hollywood, California

Durata totale: 16:45
Lato B
1. What Is This Thing Called Love? – 2:56 (Cole Porter) – Registrato il 3 novembre 1950 al Capitol Studios di Melrose Avenue, Hollywood, California
2. A String of Pearls – 2:45 (Jerry Gray, Eddie DeLange) – Registrato il 26 ottobre 1950 al Capitol Studios di Melrose Avenue, Hollywood, California
3. Lackawanna Local – 2:45 (Ray Anthony, George Williams) – Registrato il 5 maggio 1950 a New York City, New York
4. Blue Moon – 2:54 (Richard Rodgers, Lorenz Hart) – Registrato il 16 ottobre 1950 al Capitol Studios di Melrose Avenue, Hollywood, California
5. Blue Jeans – 2:38 (Ray Anthony, Dick Reynolds) – Registrato il 2 settembre 1952 al Capitol Studios di Melrose Avenue, Hollywood, California
6. Dardanella – 2:57 (Felix Bernard, Johnny S. Black) – Registrato il 26 gennaio 1952 a New York City, New York

Durata totale: 16:55

## Musicisti
Sometimes I'm Happy
- Ray Anthony - tromba
- Woody Faulser - tromba
- Chuck Mederis - tromba
- Tom Patton - tromba
- Marty White - tromba
- Keith Butterfield - trombone
- Tom Oblak - trombone
- Dick Reynolds - trombone
- Kenny Trimble - trombone
- Earl Bergman - sassofono alto, clarinetto
- Steve Cole - sassofono alto, clarinetto
- Cliff Hoff - sassofono tenore
- Bill Slapin - sassofono tenore
- Leo Anthony - sassofono baritono
- Ray Browne - pianoforte
- Allan Reuss - chitarra
- Frank Szosteck - contrabbasso
- Louie Bellson - batteria
- George Williams - arrangiamenti

Let's Dance
- Ray Anthony - tromba
- Woody Faulser - tromba
- Chuck Mederis - tromba
- Marty White - tromba
- Keith Butterfield - tromba, trombone
- Tom Oblak - trombone
- Bob Quatsoe - trombone
- Dick Reynolds - trombone
- Earl Bergman - sassofono alto, clarinetto
- Steve Cole - sassofono alto, clarinetto
- Sam Ingrassia - sassofono tenore
- Bob Tricarico - sassofono tenore
- Leo Anthony - sassofono baritono
- Eddie Ryan - pianoforte
- Danny Gregus - chitarra
- Al Simi - contrabbasso
- Buddy Lowell - batteria
- George Williams - arrangiamenti

Sleepy Time Gal
- Ray Anthony - tromba

(Personale possibile partecipante alla registrazione)
- Woody Faulser - tromba
- Chuck Mederis - tromba
- Tom Patton - tromba
- Marty White - tromba
- Keith Butterfield - trombone
- Tom Oblak - trombone
- Dick Reynolds - trombone
- Kenny Trimble - trombone
- Earl Bergman - sassofono alto, clarinetto
- Steve Cole - sassofono alto, clarinetto
- Cliff Hoff - sassofono tenore
- Bill Slapin - sassofono tenore
- Leo Anthony - sassofono baritono
- Ray Browne - pianoforte
- Allan Reuss - chitarra
- Frank Szosteck - contrabbasso
- Louis Bellson - batteria
- George Williams - arrangiamenti

Wolverine Bluese What Is This Thing Called Love?
- Ray Anthony - tromba

(Personale possibile partecipante alla registrazione) 
- Woody Faulser - tromba
- Chuck Mederis - tromba
- Tom Patton - tromba
- Marty White - tromba
- Keith Butterfield - trombone
- Tom Oblak - trombone
- Dick Reynolds - trombone
- Kenny Trimble - trombone
- Earl Bergman - sassofono alto, clarinetto
- Steve Cole - sassofono alto, clarinetto
- Cliff Hoff - sassofono tenore
- Bill Slapin - sassofono tenore
- Leo Anthony - sassofono baritono
- Ray Browne - pianoforte
- Allan Reuss - chitarra
- Frank Szosteck - contrabbasso
- Louis Bellson - batteria
- George Williams - arrangiamenti

A String of Pearls
- Ray Anthony - tromba
- Woody Faulser - tromba
- Jack Laubach - tromba
- Tom Patton - tromba
- Marty White - tromba
- Keith Butterfield - trombone
- Tom Oblak - trombone
- Bob Quatsoe - trombone
- Dick Reynolds - trombone
- Earl Bergman - sassofono alto, clarinetto
- Steve Cole - sassofono alto, clarinetto
- Cliff Hoff - sassofono tenore
- Ed Martin - sassofono tenore
- Leo Anthony - sassofono baritono
- Ray Browne - pianoforte
- Al Hendrickson - chitarra
- Al Simi - contrabbasso
- Buddy Lowell - batteria
- George Williams - arrangiamenti

Lackawanna Local
- Ray Anthony - tromba
- Woody Faulser - tromba
- Chuck Mederis - tromba
- Marty White - tromba
- Keith Butterfield - tromba, trombone
- Tom Oblak - trombone
- Bob Quatsoe - trombone
- Dick Reynolds - trombone
- Earl Bergman - sassofono alto, clarinetto
- Steve Cole - sassofono alto, clarinetto
- Tom Arthur - sassofono tenore
- Bob Tricarico - sassofono tenore
- Leo Anthony - sassofono baritono
- Ray Browne - pianoforte
- Danny Gregus - chitarra
- Al Simi - contrabbasso
- Buddy Lowell - batteria
- George Williams - arrangiamenti

Blue Moon
- Ray Anthony - tromba
- Woody Faulser - tromba
- Jack Laubach - tromba
- Tom Patton - tromba
- Marty White - tromba
- Keith Butterfield - trombone
- Tom Oblak - trombone
- Bob Quatsoe - trombone
- Dick Reynolds - trombone
- Earl Bergman - sassofono alto, clarinetto
- Steve Cole - sassofono alto, clarinetto
- Cliff Hoff - sassofono tenore
- Ed Martin - sassofono tenore
- Leo Anthony - sassofono baritono
- Ray Browne - pianoforte
- Al Hendrickson - chitarra
- Al Simi - contrabbasso
- Buddy Lowell - batteria
- Ronnie Deauville - voce
- George Williams - arrangiamenti

Saddle Shoe Shuffle
- Ray Anthony - tromba
- Woody Faulser - tromba
- Jack Laubach - tromba
- Tom Patton - tromba
- Marty White - tromba
- Keith Butterfield - trombone
- Tom Oblak - trombone
- Bob Quatsoe - trombone
- Dick Reynolds - trombone
- Earl Bergman - sassofono alto, clarinetto
- Steve Cole - sassofono alto, clarinetto
- Cliff Hoff - sassofono tenore
- Buddy Wise - sassofono tenore
- Leo Anthony - sassofono baritono
- Fred Savarese - pianoforte
- Danny Gregus - chitarra
- Frank Szosteck - contrabbasso
- Howie Mann - batteria
- George Williams - arrangiamenti

Spaghetti Rag
- Ray Anthony - tromba
- Woody Faulser - tromba
- Chuck Mederis - tromba
- Marty White - tromba
- Keith Butterfield - tromba, trombone
- Tom Oblak - trombone
- Bob Quatsoe - trombone
- Dick Reynolds - trombone
- Earl Bergman - sassofono alto, clarinetto
- Steve Cole - sassofono alto, clarinetto
- Bob Tricarico - sassofono tenore
- Billy Usselton - sassofono tenore
- Leo Anthony - sassofono baritono
- Eddie Ryan - pianoforte
- Danny Gregus - chitarra
- Al Simi - contrabbasso
- Mel Lewis - batteria
- Dean Kincaide - arrangiamenti

Blue Jeans
- Ray Anthony - tromba
- Bruce Bruckert - tromba
- Dean Hinkle - tromba
- Jack Laubach - tromba
- Knobby Liderbauch - tromba
- Keith Butterfield - trombone
- Dick Reynolds - trombone
- Walter Shields - trombone
- Ken Trimble - trombone
- Earl Bregman - sassofono alto, clarinetto
- Jim Schneider - sassofono alto, clarinetto
- Billy Usselton - sassofono tenore
- Buddy Wise - sassofono tenore
- Leo Anthony - sassofono baritono
- Fred Savarese - pianoforte
- Vince Terri - chitarra
- Billy Cronk - contrabbasso
- Archie Freeman - batteria

Dardanella
- Ray Anthony - tromba
- Bruce Bruckert - tromba
- Chris Griffin - tromba
- Dean Hinkle - tromba
- Jack Laubach - tromba
- Marty White - tromba
- Keith Butterfield - trombone
- Tom Oblak - trombone
- Dick Reynolds - trombone
- Ken Trimble - trombone
- Earl Bergman - sassofono alto, clarinetto
- Jim Schneider - sassofono alto, clarinetto
- Bob Hardaway - sassofono tenore
- Billy Usselton - sassofono tenore
- Leo Anthony - sassofono baritono
- Fred Savarese - pianoforte
- Al Hendrickson - chitarra
- Billy Cronk - contrabbasso
- Archie Freeman - batteria
- George Williams - arrangiamenti[1][2][3]